# Lecythis alutacea
Lecythis alutacea là một loài thực vật có hoa trong họ Lecythidaceae. Loài này được (A.C.Sm.) S.A.Mori mô tả khoa học đầu tiên năm 1981.